# Synaphosus minimus
Synaphosus minimus är en spindelart som först beskrevs av Lodovico di Caporiacco 1936.  Synaphosus minimus ingår i släktet Synaphosus och familjen plattbuksspindlar. Inga underarter finns listade i Catalogue of Life.